# Caá Catí

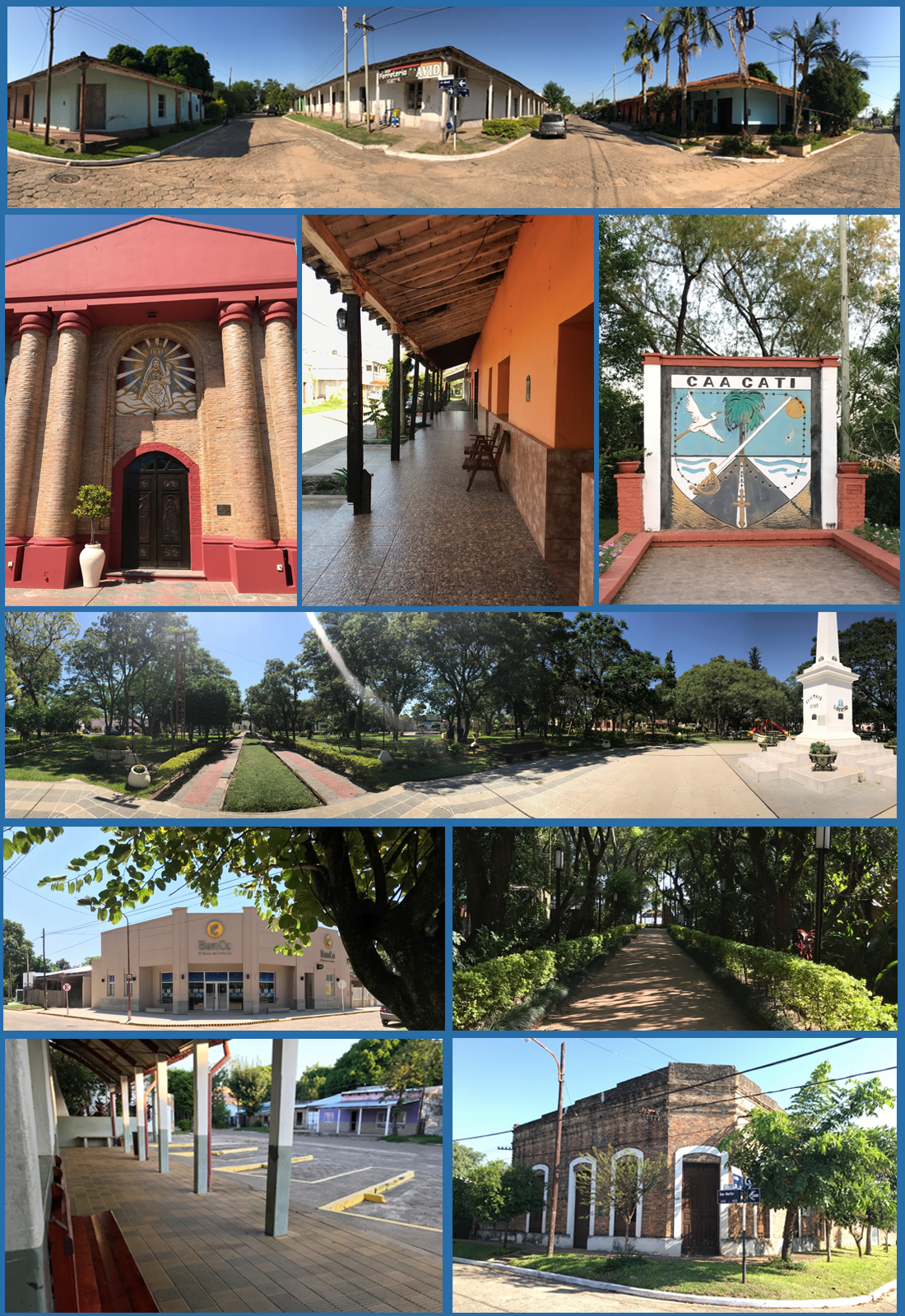

Caá Catí est une ville de la province de Corrientes, en Argentine, et le chef-lieu du département de General Paz.
Elle se situe dans le nord de la province, non loin du Paraguay. Son nom est d'origine guarani et signifie « le mont aux lourds parfums ».